# Денсбюрен
Денсбюрен (нем. Densbüren) — коммуна в Швейцарии, в кантоне Аргау.
Входит в состав округа Арау. Население коммуны составляет 771 человек (31 декабря 2023). Официальный код  —  4004.